# Tadeusz Bejt
Tadeusz Bejt (ur. 20 maja 1923 w Mąkolinie pow. Płock, zm. 11 lutego 1949 w Warszawie)  – polski żołnierz ruchu oporu w okresie II wojny światowej, kurier KG AK, powstaniec warszawski i działacz podziemia antykomunistycznego.

## Życiorys
Syn Czesława i Anny z Homolków. Mieszkał w majątku Leksyn (w sąsiedztwie Mąkolina), do 12. roku życia uczył się w domu. Miał wychowawcę Niemca, co istotnie wpłynęło na jego losy. Od 1935 pobierał nauki w Męskim Gimnazjum im. Tow. Jana Zamoyskiego w Warszawie. Naukę kontynuował podczas okupacji na tajnych kompletach w Szkole Głównej Gospodarstwa Wiejskiego.
Należał do AK, był kurierem KG. Zarabiał jeżdżąc rikszą. W styczniu 1944 przeszedł szkolenie służb do zadań specjalnych i w kwietniu 1944 został wysłany jako kurier na Wołyń. 30 kwietnia dotarł do dowódcy 27. Wołyńskiej DP AK mjr. Tadeusza Sztumberk-Rychtera. W lipcu 1944 dywizja została zmuszona przez Sowietów do złożenia broni w Lasach Parczewskich. Po powrocie do stolicy walczył w powstaniu warszawskim.
W czerwcu 1945 aresztowany przez UBP, ale został wkrótce zwolniony. Niespełna dwa miesiące później nielegalnie opuścił kraj przez Kudowę–Pragę–Pilzno docierając do Monachium i Murnau am Staffelsee. Wkrótce osiadł w Ankonie (Włochy) i tam zdecydował się pełnić rolę kuriera. Organizował drogi kurierskie i punkty przerzutowe na granicy polsko-niemieckiej, a także przerzuty z kraju na Zachód osób ściganych przez służby bezpieczeństwa i rodzin pozostających za granicą oficerów 2. Korpusu gen. Władysława Andersa. Był parokrotnie w Polsce. Zamieszkał w brytyjskiej strefie okupacyjnej Berlina.
25 września 1947 został porwany ze swego mieszkania w Berlinie przez współpracującego z MBP  przedwojennego niemieckiego agenta kryminalnego Gerharda Bielke, ps. Andersen i przewieziony do Warszawy, gdzie został osadzony w więzieniu mokotowskim. 18 listopada 1948 WSR w Warszawie pod przewodnictwem mjr. Józefa Badeckiego skazał go w procesie R.Warszawa SR.1356 nr sprawy S.3508/48 na podstawie art. 7 Dekr. z 13.06.1946 na karę śmierci. Prezydent Bolesław Bierut nie skorzystał z prawa łaski. Tadeusz Bejt został stracony 11 lutego 1949 poprzez rozstrzelanie.  
22 stycznia 1993 Wojskowy Sąd Okręgowy w Warszawie stwierdził nieważność wyroku b. WSR w Warszawie. 
Jego szczątki odnaleziono w wyniku prac ekshumacyjnych prowadzonych przez Instytut Pamięci Narodowej wiosną 2013 r. na terenie kwatery „Ł” Cmentarza Wojskowego na Powązkach.  

## Odznaczenia
Tadeusz Bejt był odznaczony Krzyżem Walecznych za działalność kurierską w latach okupacji niemieckiej.